# Belvézet
Belvézet é uma comuna francesa na região administrativa de Occitânia, no departamento de Gard. Estende-se por uma área de 22,86 km². Em 2010 a comuna tinha 243 habitantes (densidade: 10,6 hab./km²).